# Ribeira Seca (Calheta)
Ribeira Seca es una freguesia portuguesa perteneciente al municipio de Calheta, situado en la isla de São Jorge, Región Autónoma de Azores. Posee un área de 53,18 km² y una población total de 1 105 habitantes (2001). La densidad poblacional asciende a 20,8 hab/km².
- Datos: Q1998276
- Multimedia: Ribeira Seca (Calheta) / Q1998276

1. ↑  Worldpostalcodes.org,código postal n.º 9850-219.